# Microsoft Exchange .NET
Microsoft Exchange .NET – system pocztowy z .NET dla systemów Microsoft Windows .NET Server.

## Wersje
- 2008 Microsoft Exchange .NET Server 1.1 (x86)
- 2010 Microsoft Exchange .NET Server 3.01 (x86)
- 2012 Microsoft Exchange .NET 4.0 (x86)